# Quảng trường chính (Bratislava)

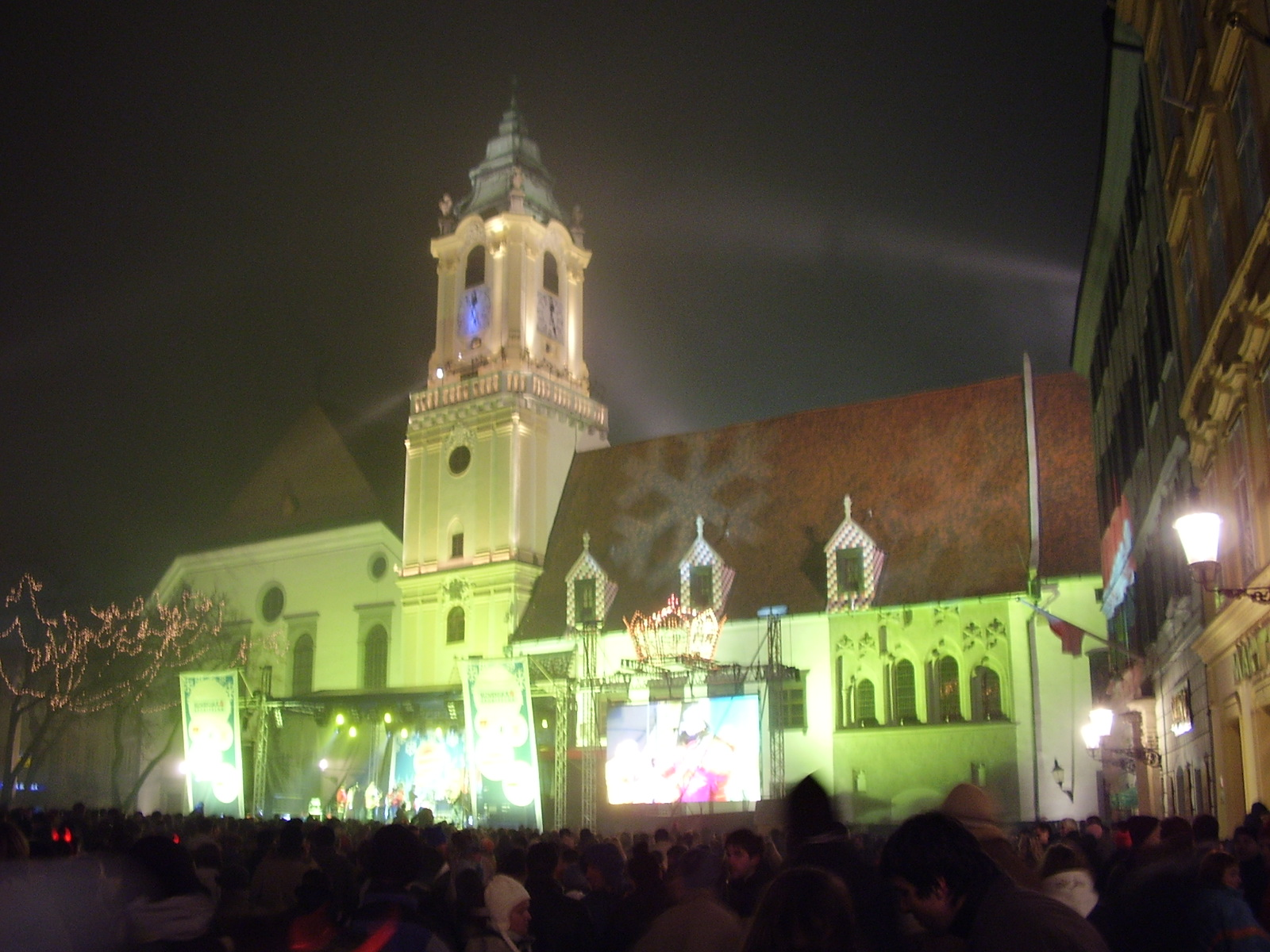
Tòa thị chính cổ trên quảng trường (Đêm giao thừa 2006)

Hlavné námestie, hay Quảng trường chính (tiếng Slovakia: Hlavné námestie (Bratislava)) là một trong những quảng trường lịch sử  nổi tiếng ở trung tâm thủ đô Bratislava của Slovakia.

## Mô tả
Quảng trường chính nằm ở khu Phố cổ Bratislava, tiếp giáp với Quảng trường Franciscan (Františkánske námestie) và các đường phố sau đây: Kostolná - Radničná - Rybárska brána - Zelená - Sedlárska. Quảng trường chính là nơi đặt các đại sứ quán của Nhật Bản, Hy Lạp và Pháp. Ngoài ra, xung quanh quảng trường cũng có nhiều địa danh và di tích lịch sử, chẳng hạn:
- Đài phun nước Maximilian (còn gọi là Đài phun nước Roland)
- Tòa thị chính cổ
- Cung điện Paluďai (tên trước đây là Cung điện Palugyay)
- Cung điện Aponi
- Cung điện Kutscherfeld

Hàng năm, quảng trường này là nơi tổ chức các buổi hòa nhạc và các sự kiện văn hóa khác (như hội chợ) vào các đêm giao thừa, Giáng sinh hay Phục sinh.

## Tên gọi
Quảng trường chính cũng có nhiều tên gọi khác nhau trong suốt chiều dài lịch sử. Dưới đây liệt kê những tên gọi của quảng trường qua các thời kỳ:
- 1373: Forum (tiếng Latinh)
- 1404: Markcht (tiếng Đức)
- 1434: Ring (tiếng Đức)
- 1668: Forum civitatis (tiếng Latinh)
- 1850: Franz Joseph-Platz (tiếng Đức)
- 1879: Hauptplatz (tiếng Đức) hay Fő tér (tiếng Hungary)
- 1914: Masarykovo namestie (tiếng Slovakia - nghĩa là Quảng trường Masaryk - theo tên Tổng thống Tomáš Masaryk)
- 1939–1945: Hitlerovo namestie  (tiếng Slovakia - nghĩa là Quảng trường Hitler)
- 1948–1989: Námestie 4. apríla (tiếng Slovakia - nghĩa là Quảng trường 4 tháng 4 - Ngày 4 tháng 4 là ngày giải phóng Bratislava).
- Từ năm 1989: Quảng trường có tên gọi như ngày nay.

## Hình ảnh

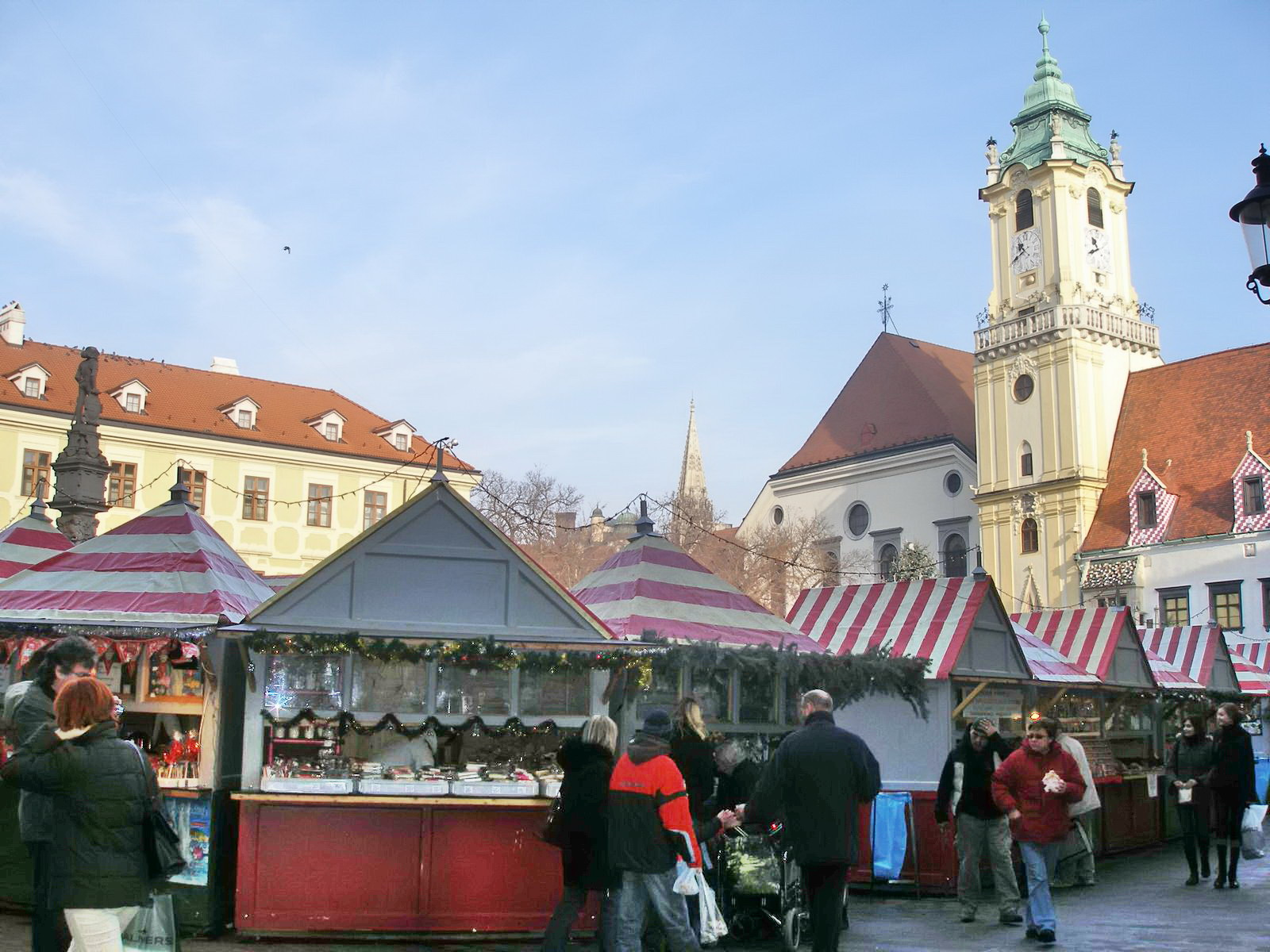
Hội chợ Giáng sinh (2007)
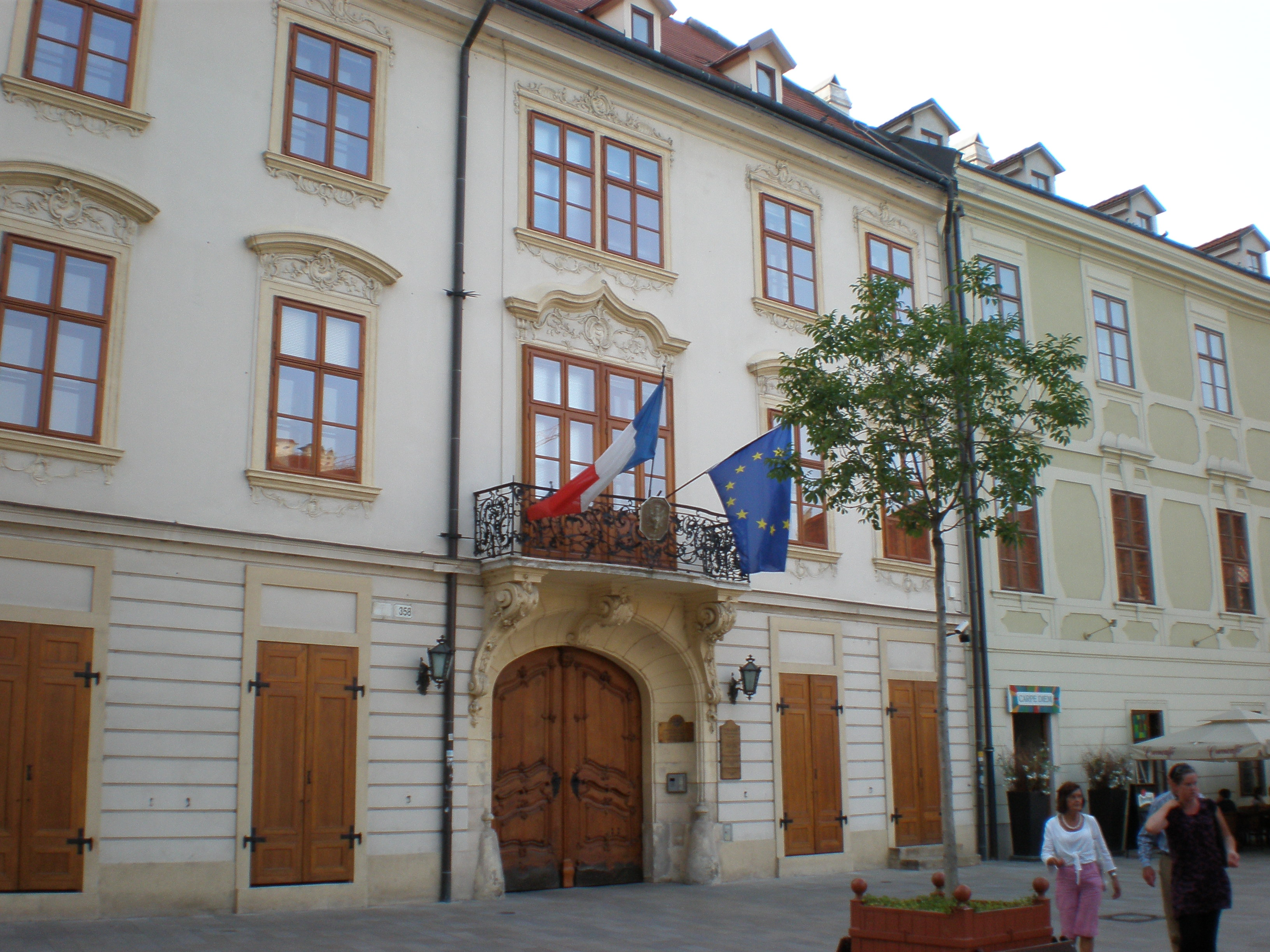
Đại sứ quán Pháp (2008)
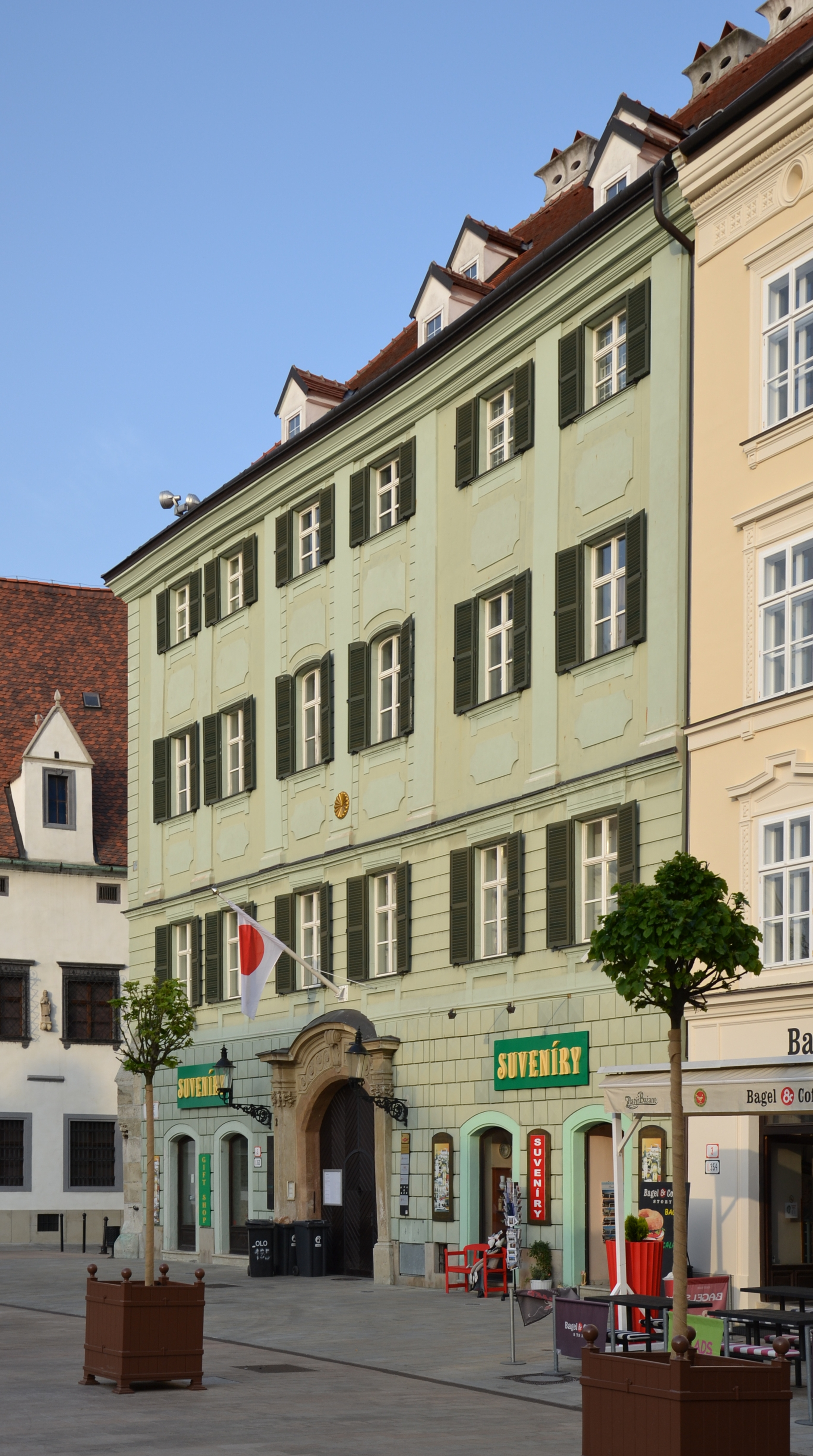
Đại sứ quán Nhật Bản (2013)
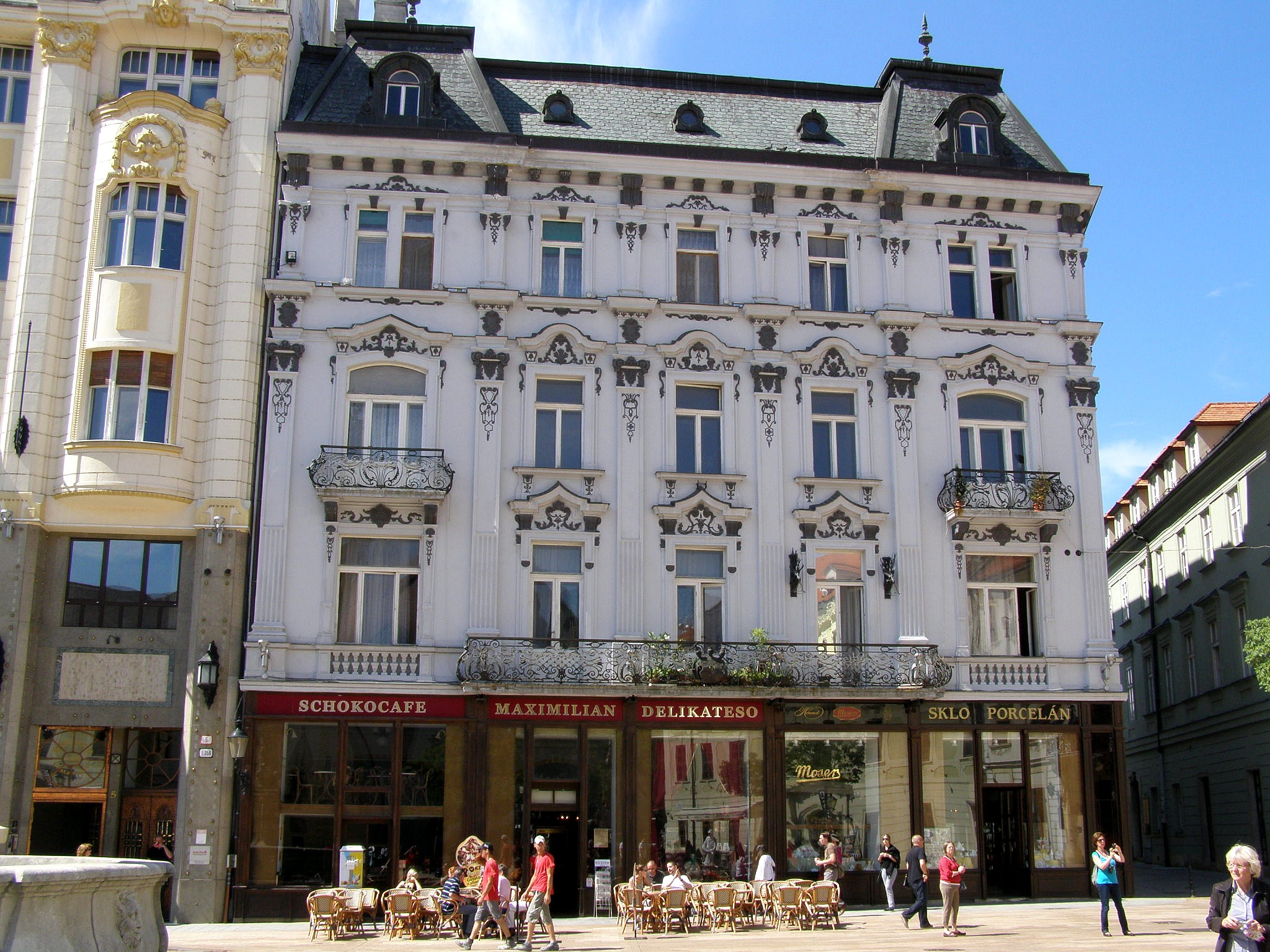
Cung điện Paluďai (2013)